# Caroline Jacobshagen
Caroline Jacobshagen (* 29. November 1812 vermutlich in Hannover; † nach 1878 vermutlich in Hannover) war ein deutsches Hausmädchen und Autorin.

## Lebenslauf
Caroline Jacobshagen wurde am 29. November 1812 vermutlich in Hannover als Tochter eines Kantors geboren. Sie war das zweite von sieben Kindern. Als sie 16 Jahre alt war, starb ihr Vater, so musste sie von da ab für ihren Lebensunterhalt selbst sorgen. Sie verließ ihre Geburtsstadt und arbeitete bis zu ihrem 62. Lebensjahr als Hausmädchen oder Haushälterin an verschiedenen Orten in Norddeutschland (u. a. in Hamburg und Lübeck). In ihre Geburtsstadt kehrte sie erst wieder zurück, als sie zu Ostern 1875 in den Ruhestand trat. Ihr Sterbedatum ist nicht bekannt, kann aber nicht vor Oktober 1879 gewesen sein, da ihr Vorwort zur 3. Auflage ihrer Autobiographie mit „October 1879“ unterzeichnet ist.

## Schriftstellerische Tätigkeit

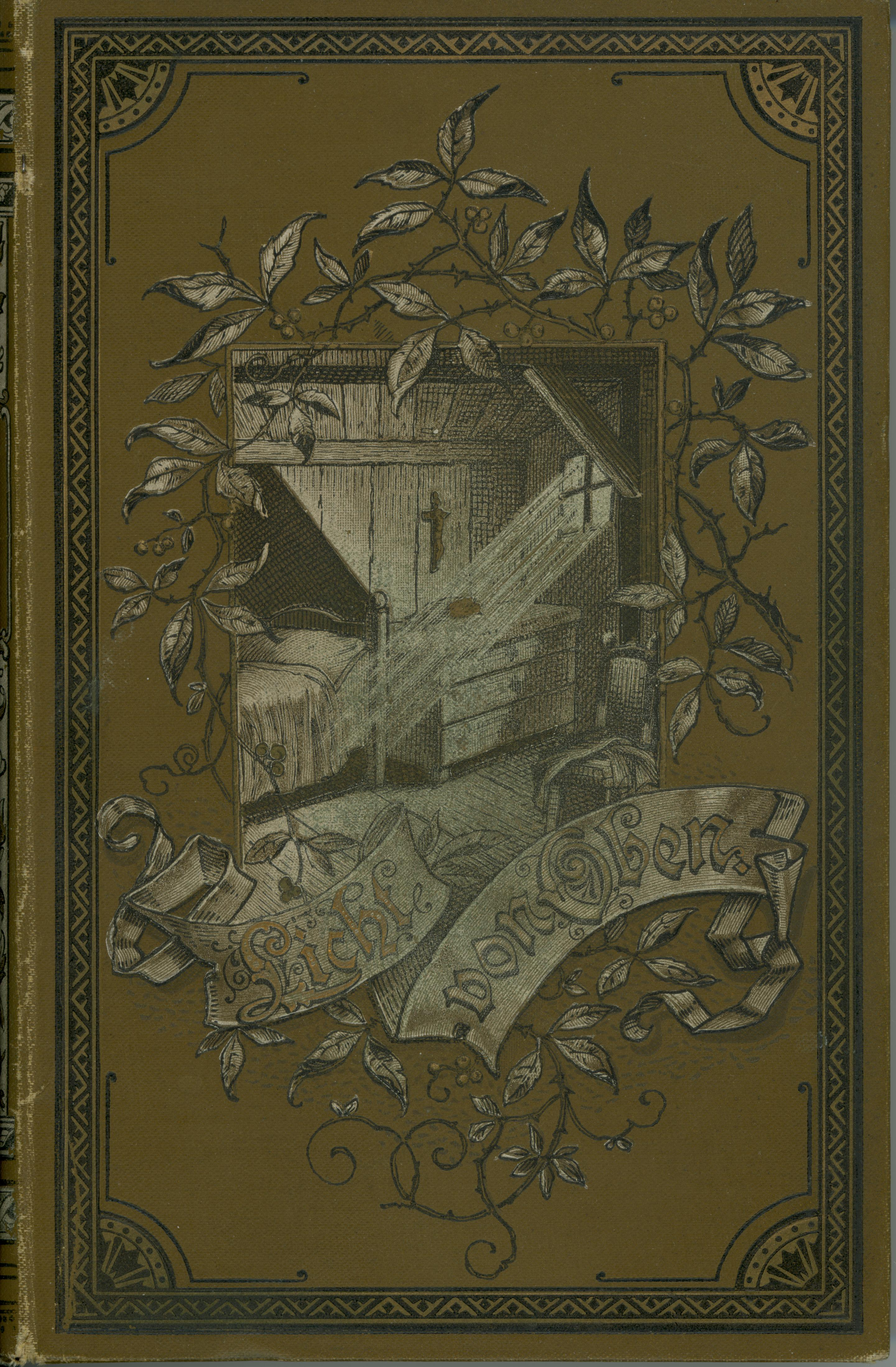
Buchdeckel: C. Jacobshagen Licht von Oben

In ihrem 64. Lebensjahr schrieb sie ihre von einem kindlichen Glauben geprägte Autobiographie Licht von Oben. Das Buch erschien zuerst ohne volle Autorenbezeichnung nur mit dem Kürzel „C.J.“. Im Buch sind die Personen anonymisiert durch ausgedachte Namen, die zum Charakter der jeweiligen Personen passen. Sich selbst stellt die Autorin als „Cornelia Jocundus“ vor. Der doppeldeutige Titel weist zum einen auf die bescheidenen Verhältnisse hin, unter denen sie lebte, denn bei ihrer ersten Anstellung hatte ihre Dachstube nur „Licht von Oben“ durch ein Dachfenster, zum anderen gab ihr die Lektüre der Bibel immer wieder „Licht von Oben“ für ihren Lebensweg. Bei der Abfassung der Autobiographie griff sie auf ihre Tagebuchaufzeichnungen zurück. Das Buch gibt detaillierte Einblicke in den Tagesablauf eines Hausmädchens. Es wurde bis in die 1930er Jahre immer wieder neu aufgelegt.
Ihre beiden Romane Elsbeth und Maria und Am Abgrund hin wurden vermutlich nach ihrer Autobiographie geschrieben, da sie nicht darin erwähnt werden. Sie sind nicht im Katalog der deutschen Nationalbibliothek verzeichnet und nur sehr schwer erhältlich.
In der Erzählung Elsbeth und Maria geht es um die Freundschaft zwischen dem mehr dem Diesseits zugewandten, sich mit Vergnügungen beschäftigenden jungen Mädchen Elsbeth und der fleißigen, frommen, innerlich auf Gott ausgerichteten gleichaltrigen Maria. Durch schwere Lebenserfahrungen verändert sich Elsbeth, so dass sie schließlich zur gleichen inneren Haltung wie Maria kommt. Die Erzählung kommt zu ihrem Abschluss, indem zuerst Elsbeth und danach Maria heiratet. Formal gliedert sich die Erzählung in zwei Teile, den im Erzählstil geschriebenen ersten Teil, in dem die zwei Mädchen noch als Nachbarinnen beieinander wohnen, und den als Briefwechsel geschriebenen zweiten Teil, in dem die Mädchen an verschiedenen Orten leben. Eingestreut in den zweiten Teil sind kurze Betrachtungen und Erzählungen, die Maria als „Autorin“ ihren Briefen beilegt.
Die Erzählung Am Abgrund hin schildert die Entwicklung des jungen Mädchens Anni, das vom Land in die Großstadt zieht, um als Hausmädchen zu arbeiten. Dort wird sie von ihrer Freundin zu einem leichtfertigen Lebenswandel verführt. Kleine Lügen und Unterschlagungen lassen ihr Gewissen langsam abstumpfen. Nachdem sie so ihre Arbeitsstelle verliert, beginnt sie in einer Fabrik zu arbeiten. Aber erst als sie dem Freund ihrer Kindertage, dem sie die Treue geschworen hatte, wieder begegnet, kommt es zu einer inneren und äußeren Umkehr.

## Werke
- Licht von Oben, Lebenserinnerungen einer früh Verwaisten, 12. Aufl., Verlag von Heinrich Feesche, Hannover 1892
- Elsbeth und Maria, Eine Erzählung für junge Mädchen, 2. veränderte Aufl., Verlag von Heinrich Feesche, Hannover 1884
- Am Abgrund hin, Eine Erzählung aus dem Volksleben, Verlag von Heinrich Feesche, Hannover 1878